# (9216) Masuzawa
(9216) Masuzawa – planetoida z pasa głównego asteroid okrążająca Słońce w ciągu 3 lat i 140 dni w średniej odległości 2,25 j.a. Została odkryta 1 listopada 1995 roku przez Satoru Ōtomo. Przed nadaniem nazwy planetoida nosiła oznaczenie tymczasowe (9216) 1995 VS.